# Paroi bactérienne
La paroi bactérienne est un élément de la structure bactérienne présent chez la plupart des bactéries mais absente chez les Mycoplasmes (mollicutes) . La paroi est un élément de l’enveloppe cellulaire, avec les membranes et diffère d'un groupe de bactéries à l'autre .
On trouve deux grands types d'enveloppe bactérienne, originellement basés sur un résultat différent à la coloration de Gram. Les bactéries à Gram négatif (-) possèdent une enveloppe cellulaire constituée d'une membrane cytoplasmique (ou membrane interne), d'un périplasme contenant une paroi fine (peptidoglycane), et d'une membrane externe. Les bactéries à Gram positif (+) possèdent une enveloppe cellulaire constituée d'une membrane cytoplasmique et d'une épaisse paroi . Les bactéries ayant deux membranes biologiques sont plus précisément qualifiées de didermes, où l'on distingue les bactéries monodermes à LPS et les bactéries didermes-mycolate, alors que les bactéries ayant qu’une seule membrane sont qualifiées de monodermes .
Il existe deux principales divisions des bactéries (règne des Procaryota) se référant à la paroi cellulaire  :
- La division des Gracillicutes (Gracilis cutis: peau fine) sont les Gram négatif où l'enveloppe bactérienne possède une bicouche phospholipidique et une fine couche de peptidoglycane.
- La division des Firmicutes (Firmus cutis : peau dure) sont les Gram positif et certains Gram négatif où l'enveloppe bactérienne possède une épaisse couche de peptidoglycane.

## Coloration de Gram
La Coloration de Gram, inventée par Christian Gram (1853-1938), est une méthode simple permettant de distinguer les bactéries Gram - des bactéries Gram +. Celle-ci est basée sur la coloration et la décoloration des structures internes qui se différencie par la proportion en peptidoglycane. La coloration de Gram se déroule en 4 étapes : une étape de coloration du cytoplasme par le violet de gentiane, une étape de fixation par le lugol, une étape de décoloration par l'alcool et une étape de contre-coloration par la safranine. Chez les bactéries Gram - où la paroi est pauvre en peptidoglycane, l'alcool permet la décoloration du cytoplasme et la contre-coloration de les colorer en rose. Chez les bactéries Gram + où la paroi est riche en peptidoglycane, l'alcool ne permet pas la décoloration du cytoplasme, les laissant colorées en violet . 

## Éléments de la paroi
|                                                   | Bactéries à Gram +                      | Bactéries à Gram –                      |
| - Osamines                                        | ++                                      | +                                       |
| - Acides aminés - Nombre - Acide diaminopimélique | 24 – 35 % 4 à 10 +++ Excluant la lysine | 50 % 16 à 17 – N’excluant pas la Lysine |
| - Acides téichoïques                              | +++                                     | –                                       |
| - Oses                                            | 60 %                                    |                                         |
| - Lipides                                         | 1,25 %                                  | 10 – 22 %                               |

### Le peptidoglycane
Le peptidoglycane est un hétéropolymère composé de trois éléments différentes  :
- d'une épine dorsale constitué de l'alternance de sucres aminés: des N-acétyl-glucosamines (NAG) et des N-acétyl-muramiques (NAM)
- de chaines latérales peptidiques identiques composées de 4 acides aminées attachés aux NAM :  D-alanine, L-alanine, acide glutamique et lysine. Il existe un acide aminé original, l'acide diaminopimélique, un dérivé ε-carboxylé de la lysine, présent chez certaines bactéries.
- de ponts inter-peptidiques identiques.

### Acides téichoïques
Ils sont inclus dans le peptidoglycane des bactéries à Gram positif par le carbone #6 de la NAM. Citons le polyglycérol phosphate.

### Lipides
Ils sont quasiment absents chez les bactéries à Gram +. Il y a du lipopolysaccharide en quantité importante chez les bactéries à Gram -.

## Différentes parois

### Paroi des bactéries àGram positif
Elle est épaisse (entre 15 et 80 nm) (elle ne laisse pas passer l'éthanol), composée d'une épaisse couche de muréine ou peptidoglycane. Cette épaisse couche est traversée par des acides téichoïques ou lipotéichoïques.

### Paroi des bactéries àGram négatif
Elle est plus fine (entre 6 et 15 nm), composée de plusieurs couches dont une lipidique (ce qui explique que l'alcool, liposoluble, passe à travers ce type de paroi).

### Paroi des bactéries acido-alcoolo-résistantes (mycobactéries)
Elle est très épaisse et constituée de cires d'oreille : les acides mycoliques. En raison de la composition de cette paroi, ces bactéries appartenant au groupe phylogénétique des bactéries à Gram positif à Bas G+C% (faible proportion de paires de bases G-C dans la séquence d'ADN), ne sont pas positives à la coloration de Gram ; voir coloration de Ziehl-Neelsen. Cette paroi peut en fait être considérée comme une barrière sélective perméable, on parle de bactéries didermes-mycolates.

## Rôles de la paroi
La paroi présente plusieurs rôles  :
Elle confère aux bactéries leur morphologie véritable. En effet, lorsque l'on digère  la paroi cellulaire par du lysozyme (enzyme coupant les liaisons osidiques du peptidoglycane), on obtient un protoplaste pour les bactérie Gram + ou un sphéroplaste pour les bactéries Gram - qui ont une forme sphérique.
Elle confère une résistance à la pression osmotique et évite la lyse de la bactérie.
Elle est importante lors de la division des cellules filles.
Elle confère à la bactérie des propriétés antigéniques spécifiques, par les acides téichoïques et lipotéchoïques pour les bactéries à Gram + et par le lipopolysaccharide chez les bactéries à Gram -. Ces derniers sont capables d'activer la voie du complément et donc d'intervenir dans la pathogénicité de la bactérie. 